# Barbara Juliane von Krüdener
Barbara Juliane von Krüdener, född 21 november 1764 i Riga, död 25 december 1824 i Karasubazar på Krim, var en balttysk friherrinna, bekant som religiös ivrare och predikant.
Krüdener var dotter till en kurländsk godsägare, det ryska statsrådet von Vietinghoff. Redan som barn reste hon tillsammans med sina föräldrar till Paris, där hon uppfostrades i den franska upplysningens anda. Vid arton års ålder blev hon mot sin vilja gift med den livländska baronen von Krüdener. Denne var Jean Jacques Rousseaus beundrare och vän, vilket ytterligare förstärkte upplysningens idéer hos henne, men någon verklig sympati uppstod aldrig mellan makarna. Efter att äktenskapet upplösts drevs hon av sin oroliga själ från den ena staden till den andra, där nöjen och njutningar lockade henne.
I Paris litterära kretsar umgicks hon med bland andra François-René de Chateaubriand och Germaine de Staël. Hon försonades med sin man, men efter att denne kort därefter avlidit (1802) begav hon sig åter ut på resor. I Paris utgav hon romanen Valérie (två band, 1803, ny upplaga 1855; översatt till svenska 1808), i vilken hon skildrade sitt eget livs historia. Efter en älskares död väcktes religiösa intressen och kom under starkt inflytande av herrnhutismen. Hennes naturliga entusiasm förvandlades nu till en religiös, och den tro, varav hon själv kände sig genomträngd, försökte hon sprida till sin omgivning.
Hon inledde en filantropisk verksamhet bland fattiga och sjuka och genom flitigt umgänge i Karlsruhe med Johann Heinrich Jung-Stilling blev hon bekant med Emanuel Swedenborgs läror. Hennes religiösa iver fick nu en svärmisk karaktär och hon utvisades från Württemberg, då hon, enligt myndigheternas mening, orsakade störande religiösa rörelser. Efter madame Guions exempel reste hon därefter omkring i Tyskland, Frankrike och Schweiz för att predika och stifta religiösa föreningar. År 1814 bevistades hennes religiösa samkväm i Paris av kejsar Alexander I av Ryssland, vilken redan förut gjort hennes bekantskap samt blivit hennes lärjunge. Vid denna tid planerade kejsaren att låta "den heliga alliansen" prövas av henne.
Under hungeråren 1816 och 1817 bedrev hon i norra Schweiz omfattande välgörenhet i kombination med religiös verksamhet. Men då hon nu började framträda som profet, talade om uppenbarelser och påstod sig ha utfört helbrägdagörelser, uppkom en väckelse, vars anhängare kallades mômiers och som framkallade nya förföljelser. Hon flydde slutligen till sin dotter i Sankt Petersburg, men då hon även där uppträdde med profetior om, att kejsar Alexander var Guds utkorade redskap till Greklands befrielse, avvisade denne sin gamla väninnas inblandning i politiken. Hon begav sig därefter till ett sitt gods i Livland, men tvangs på grund av lungsjukdom att resa till södern. Med sin dotter och furstinnan Golitsyn samt ett antal schweiziska och tyska kolonister begav hon sig nedför Volga, men avled på vägen.